# Paola Suárez
Paola Suárez (født 23. juni 1976 i Pergamino, Argentina) er en tidligere professionel tennisspiller fra Argentina.
Paola Suárez højeste rangering på WTA single rangliste var som nummer 9, hvilket hun opnåede 7. juni 2004. I double er den bedste placering nummer 1, hvilket blev opnået 9. september 2002.